# ТАБСО
ТАБСО (съкратено от Транспортно-авиационно българо-съветско общество, известно също като Български въздушни линии ТАБСО), е бивша авиокомпания в България, предшественик на авиокомпания „Балкан“.
Първият петгодишен план на Народна република България предвижда увеличаване на вътрешните линии до 2365 километра, външните – до 4565 километра, преустройство на летищата, увеличаване на самолетния парк с до 80%, обучение и квалификация на персонала. С ресурсите на българската държава и кратките срокове това е счетено за неизпълнимо.
Затова на 3 ноември 1948 г. в Москва се подписва междуправителствена спогодба със СССР за създаване на смесеното дружество (общество на руски език) Транспортно-авиационно българо-съветско общество (ТАБСО). Българската страна предоставя летища, сгради и летателен персонал и техническо обслужване. От страна на Съветския съюз се осигуряват самолети, резервни части, оборудване и наземна техника. Създаденото дружество има акционерен капитал 864 хил. лева.
Официално ТАБСО започва да функционира от май 1949 г. За главен директор е назначен руснакът Евгени Багно, а за главен пилот Евгени Сиротин. Пристигналите от СССР 8 броя нови Ли-2п започват редовни полети от 1 август 1949 г. От средата на лятото въздушната дейност на Дирекция „Въздушни съобщения“ и ТАБСО се дублира. Голяма част от вече подготвените български летци преминават на работа в ТАБСО и практически още от есента на 1949 г. външните линии са поети от новата авиокомпания.
Още до края на годината печалбата на ТАБСО е повече от планираните 13 млн. лева, до края на Първата петилетка превозът на пътници е увеличен 2,5 пъти, а на товари – 3 пъти.
След 5-годишна дейност ТАБСО прекратява дейността си и чрез държавното предприятие Българска гражданска авиация „Балкан“ продължава развитието на гражданската авиация в страната, ставайки в продължение на десетилетия неин национален авиопревозвач.

## В изкуството
Филмът Бъди щастлива Ани от 1961 г. е свързан с работата на ТАБСО.